# Kateřina Baďurová
Kateřina Baďurová, češka atletinja, * 18. december 1982, Ostrava, Češkoslovaška.
Nastopila je na poletnih olimpijskih igrah v letih 2004 in 2008, leta 2004 je dosegla dvanajsto mesto v skoku ob palici. Na svetovnih prvenstvih je v isti disciplini osvojila srebrno medaljo leta 2007.